# Nils Wilhelm Lundequist
Nils Wilhelm Lundequist, född den 17 eller 19 januari 1804 i Kvarnberga i Åkers socken, död den 4 april 1863 i Slätte i Fredsbergs socken, var en svensk skriftställare, boktryckare och bokhandlare. Han är grundaren av den berömda Lundequistska bokhandeln i Uppsala, känd som "LundeQ" (numera Akademibokhandeln).
Efter att ha gått i Strängnäs gymnasium inskrevs Lundequist 1821 som student vid Uppsala universitet där han främst studerade botanik. Han ägnade sig dock även åt skönlitterärt författarskap, bland annat av romanen Familjen Ehrenflycht (1828). Tillsammans med två studiekamrater, Johan Fredrik Kjellborg och Johan Daniel Gellerstedt, disputerade Lundequist 1827 på en av trion utarbetad flora, Flora paroeciae Bränkyrka och blev därigenom filosofie magister. Han avlade kort därefter även hovrättsexamen och kom en kortare period att tjänstgöra i Justitierevisionen.
1829 grundade Lundequist tillsammans med Pehr Götrek en bokhandel i Stockholm, vilken dock redan 1833 överläts på Lundequists svåger, bankokommissarien Carl Robert Looström (1811-1889). Året innan hade Lundequist även startat ett boktryckeri, vilket bland annat tryckte åtskilliga av honom själv (ofta dock under pseudonym) författade skrifter omfattande allt från skönlitteratur till historia och olika typer av handböcker, däribland en i flera upplagor utgiven Juridisk handbok för medborgare af alla klasser (författad i samarbete med bland annat Götrek). Tekniska problem gjorde dock att han lämnade tryckarverksamheten redan 1834.
Lundequist återflyttade nu i stället till Uppsala där han 1834 övertog den 1810 grundade boklådan Palmblad & Comp. Han expanderade snart den ursprungligen rätt blygsamma rörelsen, vilken med tiden kom att bli en institution i staden. Särskild uppmärksamhet fick Lundequist 1850 då hans bokhandel var den första att kunna erbjuda en utgåva av Gunnar Wennerbergs Gluntarne. Lundequist fortsatte även med sitt eget författarskap och utgav bland annat en Handbok i swenska landtbruket (1840; flera senare upplagor), vilken prisbelönades av Lantbruksakademien. Han utgav även bondepraktikor, brevställare och lagböcker.
1852 lämnade Lundequist bokhandlarverksamheten (vilken övertogs av C. Wasmuth, dock med oförändrat namn) och arrenderade i stället Gudhems kungsgård. Han var även delägare i Axbergshammars bruk.
Lundequist gifte sig första gången med Maria Carolina Looström (1808-1837) samt andra gången med författaren Sofia Fredrika Hollander. Han fick en dotter i vartdera äktenskapet. 
Lundequist är begravd på Uppsala gamla kyrkogård.